# María Cristina Orsi
María Cristina Orsi de Herrero Ducloux ( 1947 - 2006) fue una botánica, curadora, profesora, exploradora argentina. Fue doctora en Ciencias Biológicas, con la defensa de la tesis «El género Berberis en la República Argentina», de 1975. Desarrollaba actividades académicas en el Instituto de Botánica, del Instituto de Botánica Darwinion (IBODA) y del CONICET.
Formó parte de una admirable serie de discípulos talentosos del botánico Cabrera, entre ellos: Genoveva Dawson (1918- ), Otto Solbrig, Elsa Matilde Zardini (1949- ), Jorge Morello, Humberto A. Fabris (1924-1976), Delia Abbiatti, Noemí N. Correa, Delia Añón Suárez, Amelia Torres, Aída Pontiroli, Jorge Crisci, Roberto Kiesling y Fernando Zuloaga.
Falleció el 21 de marzo de 2006 en la ciudad de La Plata, Buenos Aires, Argentina.

## Algunas publicaciones
- s. Creste, t.r. Benatti, m.c. Orsi, a.-m. Risterucci, a. Figueira. Isolation and characterization of microsatellite loci from a commercial cultivar of Musa acuminata. Molecular Ecology Notes 6, 303-6

- m.c. Bottini, m.c. Orsi, e.j. Greizerstein, l. Poggio. 1998. Relaciones fenéticas entre las especies del género Berberís del NO de la República Argentina. Boletín de la Sociedad Argentina de Botánica 34-35

- ------------, ---------, et al. 1998. Phenetic relationships among species of Berberis (Berberidaceae) from NW Patagonia. Darwiniana San Isidro 35(1-4): 115-129

- maría cristina Orsi. 1976. Sinopsis de las especies Argentinas del género Berberis (Berberidaceae). Sociedad Argentina de Botánica. Boletín 17 ( 1-2 ): 127-149

### Libros y capítulos
- 2009. Los espacios verdes y el arbolado urbano en el área de La Plata IV. La vegetación en torno al Lago del Bosque. Editorial EDULP. 99 pp. ISBN 950-34-0389-8

- 1994. Berberidaceae. En Roberto Kiesling (dir.) Flora San Juan 1: 198-199

- 1984. Berberidaceae. En: Correa, M. N. ed. Flora Patagónica. Secc. 4.ª. Tomo VIII

- 1980. Los árboles de La Plata, La Plata. Museo y Archivo Dardo Rocha.

## Honores
Miembro de
- Federación Argentina de Mujeres Universitarias - FAMU
- Sociedad Argentina de Botánica

- La abreviatura «Orsi» se emplea para indicar a María Cristina Orsi como autoridad en la descripción y clasificación científica de los vegetales.[1]